# AdvanceMAME
AdvanceMAME es una derivación de MAME, el cual, es una emulador de videojuegos arcade. Se diferencia de MAME es que se puede ejecutar en Linux y Mac OS X, así como en DOS y Microsoft Windows. Está diseñado para funcionar con monitores de máquinas de arcade, televisión, y monitores de ordenador. Está licenciado bajo licencia GPL, con la excepción de los componentes de MAME que tienen licencia propia.